# Guano
Guano ili gvano (špa. guano, iz kečuanskoga huanu - izmet) je zemljasta ili tvrda masa koja uglavnom nastaje raspadanjem izmeta i lešina uginulih morskih ptica u dodiru sa zrakom i bez kontakta s vodom. Guano nastaje i u pećinama od izmeta šišmiša. Najveća nalazišta guana su uz obale Južne Amerike, posebice Čilea i Perua.

## Povijest
Guano je visoko učinkovito gnojivo zbog izuzetno visokih udjela dušika, fosfata i kalija, a guano sadrži i mikroelemente (posebice željezo i bor) te kalcij, magnezij i sumpor.
Arheološki dokazi ukazuju na to da su Andski narodi sakupljali guano s malih otoka i lokacija uz pustinjsku obalu Perua. Također, španjolski dokumenti iz kolonijalnog doba svjedoče o tome da je guano ima veliku vrijednost za vladare u Carstvu Inka koji su ograničavali pristup i smrću kažnjavali svaku smetnju pticama. Guanayov vranac (Leucocarbo bougainvillii) je bio najbogatiji i najvažniji proizvođač guana, dok su druge važne vrste s obala Perua južnoamerički nesit (Pelecanus thagus) i peruanska bluna (Sula variegata).
U studenom 1802., Alexander von Humboldt bio je prvi Europljanin koji se susreo s guanom. Humboldt je guano istraživao u peruanskom Callau te su njegovi zapisi značajno doprinijeli poznavanju guana u Europi. Od tada ga se koristi u europskoj poljoprivredi. Sredinom 19. stoljeća guano je za Europu bio važan uvozni proizvod sa svjetske ekonomske periferije. Značajni uvoznici guana bili su Velika Britanija, Francuska, Belgija, a njemačka luka Hamburg bila je najveći uvoznik guana do početka Drugog svjetskog rata. Velika većina ptičjeg guana dobivena je iz peruanskih otoka, a velike količine guana su izvezene i s Kariba, atola u središnjem Pacifiku i otoka uz obale Namibije, Omana, Patagonije i Kalifornije. U to vrijeme, na pojedinim otocima je postojao masivan talog guana, u nekim slučajevima viši od 50 metara. Između 1840. i 1880. godine, Peru je u Europu izvezao 11 000 000 tona guana, čija je vrijednost 1980-ih procijenjena na 600 000 000 američkih dolara.
Godine 1856. američki je Kongres donio Zakon o otocima s guanom koji omogućuje državljanima SAD-a prelaženje u posjed otoka na kojima postoje naslage guana. Devet takvih otoka su još uvijek američki teritoriji. Kontrola nad eksploatacijom guana imala je važnu ulogu u španjolsko-južnoameričkom ratu (1864. – 1866.) oko otočja Chincha. Oko nalazišta guana (i salitre) vođen je Pacifički rat (1879. – 1883.).
Zbog primjene umjetnih gnojiva guano je izgubio na važnosti. Ipak, danas se guano koristi u organskoj poljoprivredi.